# Simone Weil Lipman
Pour les articles homonymes, voir Weil et Lipman.
Simone Marguerite Weil dite Simone Weil (épouse Lipman)  (22 avril 1920, Ringendorf (Bas-Rhin)- 9 novembre 2011, Chapel Hill (Caroline du Nord), États-Unis) est une assistante sociale juive française qui durant la Seconde Guerre mondiale travaille avec l'Œuvre de secours aux enfants (OSE) et fait partie du Réseau Garel, pour sauver des enfants Juifs. particulièrement au Camp de Rivesaltes.

## Biographie
Simone Marguerite Weil est née dans le village de Ringendorf, près de Strasbourg. Elle a 3 ans, quand sa famille s'installe à Strasbourg.
Elle termine ses études secondaires en 1938. Elle se spécialise dans l'éducation pour l'élémentaire et enseigne dans une école Montessori à Paris.

### Seconde Guerre mondiale
À Strasbourg, Simone Weil connaissait Andrée Salomon. Fin 1941, Simone Weil reçoit une lettre d'elle, lui demandant de venir aider au Camp de Rivesaltes. Simone Weil a 21 ans. Elle accepte, ne sachant pas ce qui l'attend, ne connaissant pas même l'existence des camps de détention en France.

#### Camp de Rivesaltes
Elle va travailler avec l'Œuvre de secours aux enfants (OSE) au Camp de Rivesaltes,. Elle utilise une fausse-identité, Simone Marguerite Werlin.
À son arrivée à Rivesaltes, elle est choquée par les conditions de vie et d'hygiène: malnutrition, habillement inadéquat, infestation de rats. Avec ses collègues, elle contribue à la création d'infirmeries, de cliniques et de crèches, de programmes pour enfants et adolescents.
À Rivesaltes, elle fonde un groupe de scouts.

### Le Réseau Garel
Simone Weil, dans le Réseau Garel,  à Châteauroux est  responsable pour le Centre de la France.

### Mort
Simone Weil Lipman meurt le 9 novembre 2011, en Caroline du Nord, États-Unis, à l'âge de 91 ans.

## Film
- (en) Defying genocide : choices that saved lives[10].